# Square Jean-Falck
Pour les articles homonymes, voir Falck (homonymie).
Le square Jean-Falck est une voie du 10e arrondissement de Paris, en France.

## Situation et accès
Le square Jean-Falck est une voie privée située dans le 10e arrondissement de Paris. Il débute au 115, boulevard de la Villette et se termine en impasse.

## Origine du nom
Jean Falck (1826-1895) est l'ancien propriétaire des terrains sur lesquels le square a été ouvert.

## Historique
Cette voie ouverte en 1931 a été fermée à la circulation publique par arrêté municipal du 29 janvier 1991.